# Dwudziesty szósty rząd Izraela
Dwudziesty szósty rząd Izraela – rząd Izraela, sformowany 22 listopada 1995, którego premierem został Szimon Peres z Partii Pracy. Rząd został powołany przez koalicję mającą większość w Knesecie XIII kadencji, po śmierci Icchaka Rabina. Funkcjonował do 18 czerwca 1996, kiedy to powstał rząd premiera Binjamina Netanjahu.